# Liparetrus lividipennis
Liparetrus lividipennis är en skalbaggsart som beskrevs av Blackburn 1905. Liparetrus lividipennis ingår i släktet Liparetrus och familjen Melolonthidae. Inga underarter finns listade i Catalogue of Life.